# Furchenzahn-Trompetenohr

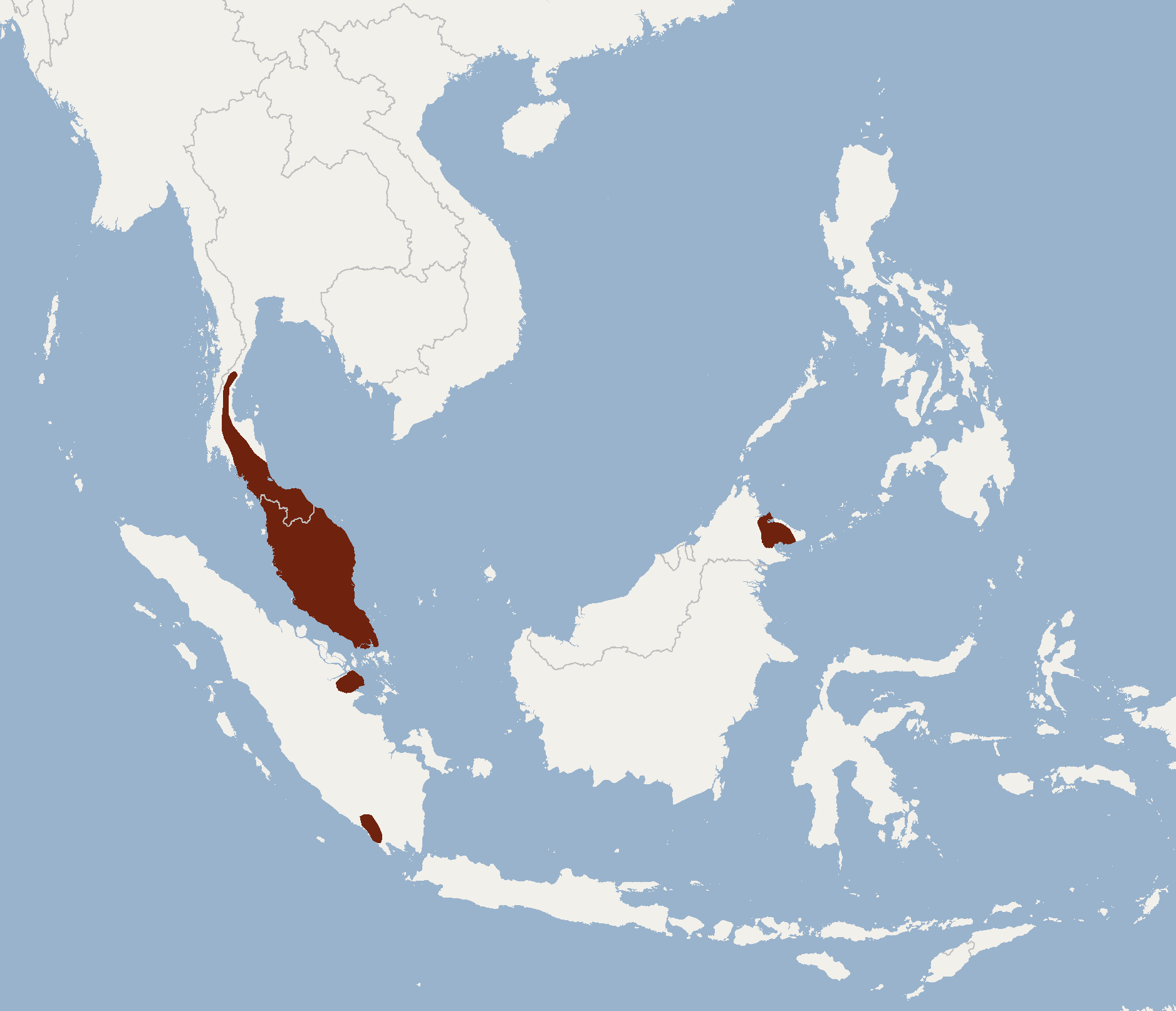
Verbreitungsgebiet des Furchenzahn-Trompetenohrs

Das Furchenzahn-Trompetenohr (Phoniscus atrox) ist eine in Südostasien verbreitete Fledermaus in der Familie der Glattnasen. Das Typexemplar wurde auf Sumatra gefangen.

## Merkmale
Für ein Exemplar wurden eine Kopf-Rumpf-Länge von 41,3 mm, Ohren von etwa 13 mm Länge und 7,6 mm lange Hinterfüße registriert. Diese Fledermaus hat einen 29 bis 39 mm langen Schwanz, Unterarme von 31 bis 35 mm Länge und ein Gewicht von 3 bis 6,5 g. Das Fell der Oberseite besteht aus Haaren, die an der Wurzel grau bis braun sind, worauf ein schwarzer Mittelteil und eine goldgelbe Spitze folgen. Das Fell der Unterseite ist heller und mehr grau. Der Kopf ist durch die namensgebenden trompetenförmigen Ohren mit weißem Tragus gekennzeichnet, der eine tiefe Kerbe besitzt. Weitere Merkmale sind ein langer Schwanz und ein gebogener Fersensporn (Calcar). Die Zahnformel lautet I 2/3, C 1/1, P 3/3, M 3/3, was 38 Zähne im Gebiss ergibt. Der obere Eckzahn hat zwei Furchen. Verglichen mit Peters-Trompetenohr (Phoniscus jagorii) ist die Art etwas kleiner und der dritte obere Prämolar ist weniger kantig. Der diploide Chromosomensatz enthält 40 Chromosomen.

## Verbreitung
Von der Art sind eine größere Population auf der Malaiischen Halbinsel sowie je zwei kleinere Populationen auf Borneo und Sumatra bekannt. Das Furchenzahn-Trompetenohr lebt im Flach- und Hügelland bis 400 Meter Höhe. Es hält sich in immergrünen tropischen Wäldern auf und besucht in Ausnahmefällen angrenzende Plantagen. Ein Exemplar befand sich bei einer heißen Quelle.

## Lebensweise
Als Unterschlupf dienen unter anderem verlassene Nester von Vögeln der Familie Breitrachen (Eurylaimidae). Die Nahrung besteht fast ausschließlich aus Echten Radnetzspinnen. Durch ihre großen Flügel kann diese Fledermaus schnell die Richtung wechseln. Die Rufe zur Echoortung sind etwa 3 Millisekunden lang. Sie beginnen in Thailand bei durchschnittlich 125 kHz sowie in Malaysia bei etwa 166 kHz. Die Endfrequenz liegt in beiden Regionen bei 60 kHz. In Malaysia lag die stärkste Intensität bei 87 kHz. Zum Fortpflanzungsverhalten liegen keine Informationen vor.

## Gefährdung
Der Bestand ist durch Rodungen und Waldbrände bedroht. Laut Einschätzungen nahm die Gesamtpopulation in den 17 Jahren (drei Generationen) vor 2018 mit 25 bis 30 Prozent ab. Die IUCN listet das Furchenzahn-Trompetenohr in der Vorwarnliste (near threatened).